# Comité olympique de Polynésie française
 (décembre 2017).
Si vous disposez d'ouvrages ou d'articles de référence ou si vous connaissez des sites web de qualité traitant du thème abordé ici, merci de compléter l'article en donnant les références utiles à sa vérifiabilité et en les liant à la section « Notes et références ».
Le Comité olympique de Polynésie française est le comité national olympique de la Polynésie française, pays d'outre-mer français. 

## Histoire
Créé le 3 janvier 1973 comme une association de la loi du 1er juillet 1901, en tant que « Comité territorial des sports » (CTS) puis de « Comité territorial olympique et sportif » (CTOS), il est devenu le COPF par décision du 2 septembre 2000. Son siège est à Pirae et ses statuts, à la suite d'une délibération de l'Assemblée de la Polynésie française en date du 14 octobre 1999, sont décidés par le Conseil des ministres polynésien.
Son objet social est de regrouper toutes les fédérations sportives de Polynésie française en coordonnant leurs efforts et de représenter le sport polynésien auprès des organes officiels comme le Conseil des Jeux du Pacifique, la Communauté du Pacifique, à l'exclusion des fédérations internationales et organisations qui en dépendent directement. Il assure la liaison avec le Comité national olympique et sportif français. Le COPF n'est pas membre du Comité international olympique (CIO) mais participe effectivement aux compétitions internationales (championnats du monde), à la seule exception des Jeux olympiques, avec son propre drapeau et son hymne.

## Team Tahiti & Jeux et Mini du Pacifique
La Team Tahiti participe à chaque édition des Mini-jeux du Pacifique, en commençant par les premiers qui ont lieu à Honiara en 1981
Team Tahiti a également participé à la dernière édition des Mini-jeux du Pacifique 2025 à Palau, La Team revient vainqueur  